# رابرت استولر
رابرت جسی استولر (به انگلیسی: Robert Jesse Stoller) (۱۵ دسامبر ۱۹۲۴ - ۶ سپتامبر ۱۹۹۱)، استاد روان‌پزشکی در دانشکده پزشکی دانشگاه کالیفرنا، لس آنجلس و پژوهشگر این دانشگاه در کلینیک هویت جنسیتی بود. او دوره آموزش روان‌کاوی خود را در موسسه‌ و جامعه‌ی روان‌کاوی لس‌آنجلس بین سال‌های ۱۹۵۳ تا ۱۹۶۱ با تحلیل توسط هانا فنیچل گذراند. 
استولر برای نظریاتش درباره تحول هویت جنسیتی و پویش‌های مرتبط با برانگیختگی جنسی شناخته می‌شود. او در کتاب جنس و جنسیت (۱۹۶۸) تردیدی را نسبت به باور فروید درباره دوجنس‌گرایی زیست‌شناختی مطرح می‌کند. 